# Serényfalva
Serényfalva ist eine ungarische Gemeinde im Kreis Putnok im Komitat Borsod-Abaúj-Zemplén. Zur Gemeinde gehört der südlich gelegene Ortsteil Pogonyipuszta.

## Geografische Lage
Serényfalva liegt in Nordungarn, 38 Kilometer nordwestlich des Komitatssitzes Miskolc, 4 Kilometer nordwestlich der Kreisstadt Putnok und 2 Kilometer östlich der Grenze zur Slowakei an dem Fluss Kelemér-patak. Nachbargemeinden sind Bánréve, Hét und Kelemér.

## Geschichte
Bis 1928 trug der Ort den Namen Málé, ab 1929 Serényimál und heißt ab 1957 Serényfalva. Im Jahr 1907 gab es in der damaligen Kleingemeinde Málé 143 Häuser und 791 Einwohner auf einer Fläche von 2877 Katastraljochen. Sie gehörte zu dieser Zeit zum Bezirk Tornalja im Komitat Gömör und Kishont.

## Sehenswürdigkeiten
- Millenniumsdenkmal
- Nepomuki-Szent-János-Statue, erschaffen im 19. Jahrhundert
- Reformierte Kirche
- Römisch-katholische Kirche Mindenszentek, 1797 erbaut, 1847 erweitert

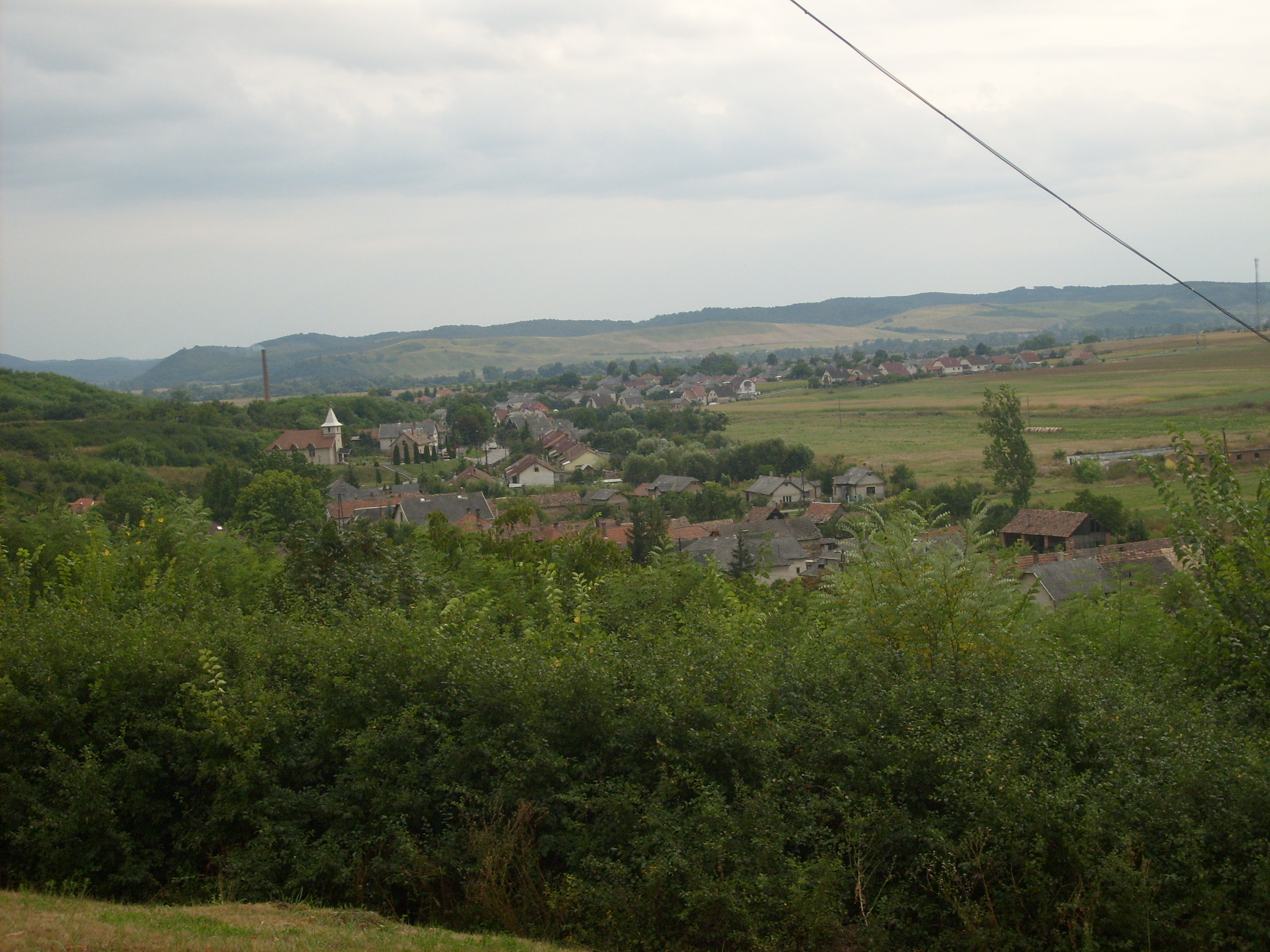
Blick auf Serényfalva
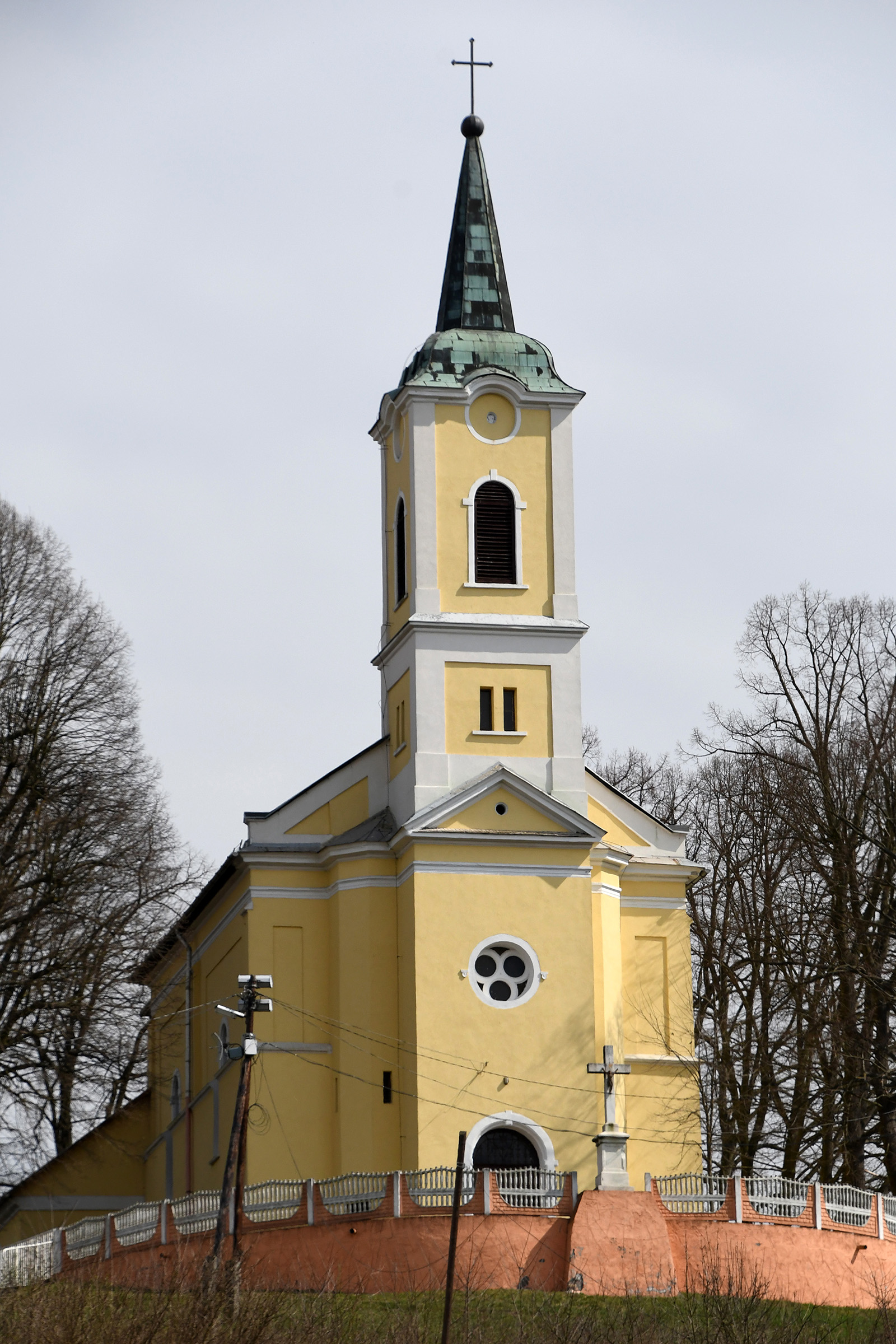
Römisch-katholische Kirche Mindenszentek
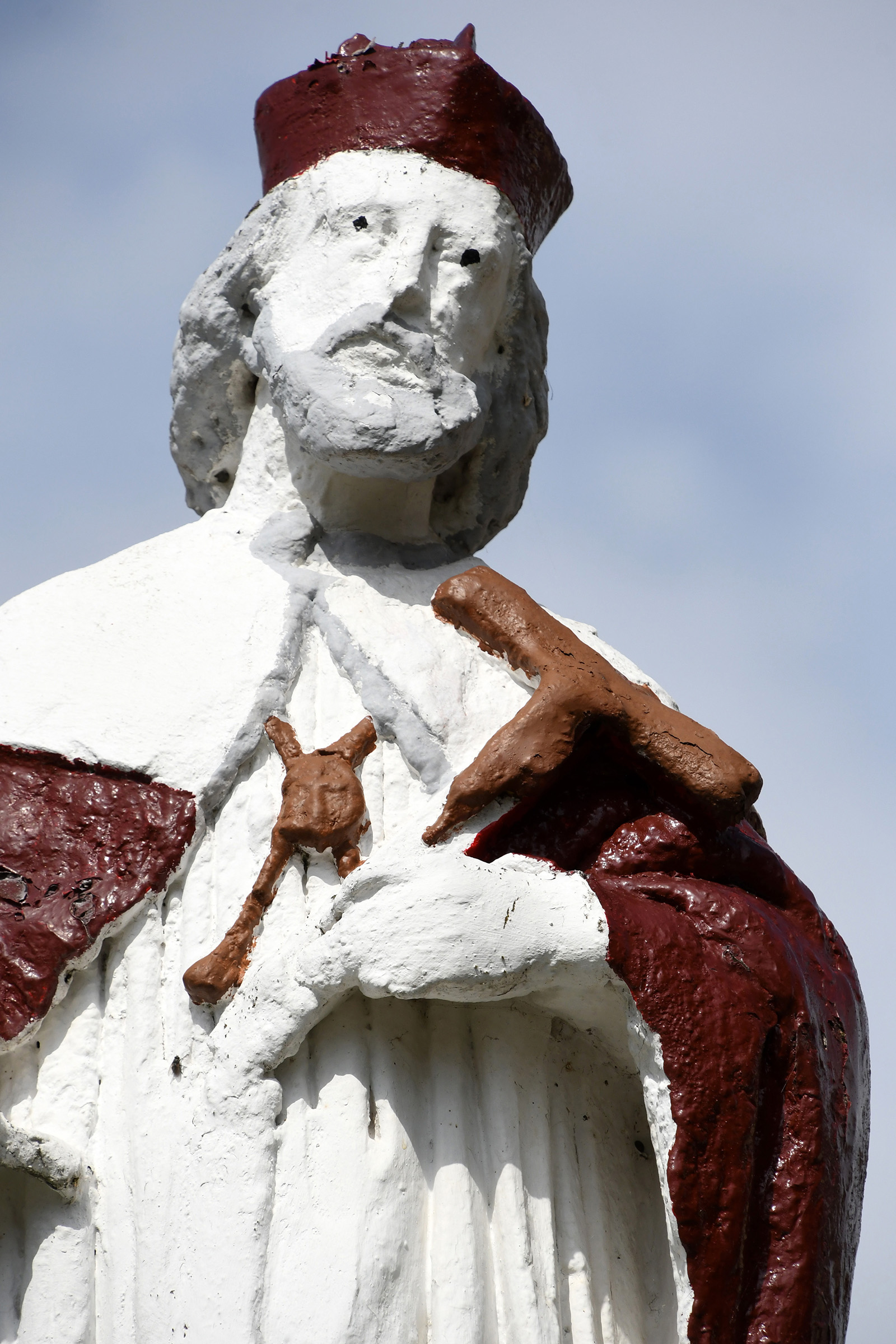
Nepomuki-Szent-János-Statue

## Verkehr
Durch Serényfalva verläuft die Landstraße Nr. 2601, am südlichen Ortsrand die Hauptstraße Nr. 26. Es bestehen Busverbindungen nach Putnok, nach Ózd sowie über Ragály nach Aggtelek. Vom Bahnhof im Ortsteil Pogonyipuszta bestehen Zugverbindungen nach Ózd und Miskolc.